# Lecky Haller
Jacob Alexander Haller –conocido como Lecky Haller– (Glencoe, 2 de agosto de 1957) es un deportista estadounidense que compitió en piragüismo en la modalidad de eslalon. Ganó cuatro medallas en el Campeonato Mundial de Piragüismo en Eslalon entre los años 1983 y 1987. Estuvo casado con la también piragüista Catherine Hearn.
Participó en dos Juegos Olímpicos de Verano, en la disciplina de C2, ocupando el cuarto lugar en Barcelona 1992 y el 12.º lugar en Sídney 2000.

## Palmarés internacional
| Campeonato Mundial | Campeonato Mundial            | Campeonato Mundial | Campeonato Mundial |
| Año                | Lugar                         | Medalla            | Competición        |
| ------------------ | ----------------------------- | ------------------ | ------------------ |
| 1983               | Merano (Italia)               | Medalla de oro     | C2 individual      |
| 1983               | Merano (Italia)               | Medalla de plata   | C2 por equipos     |
| 1985               | Augsburgo (RFA)               | Medalla de bronce  | C2 por equipos     |
| 1987               | Bourg-Saint-Maurice (Francia) | Medalla de plata   | C2 individual      |